# No More Tears
No More Tears è il sesto album da solista del cantante britannico Ozzy Osbourne pubblicato nel 1991 dall'etichetta discografica Epic Records.
Accompagnato dal successo dei singoli No More Tears e Mama, I'm Coming Home, si tratta di uno dei suoi album più celebri, insieme a Blizzard of Ozz e Diary of a Madman.

## Descrizione
Dopo la morte di Randy Rhoads, avvenuta nel 1982, Ozzy ha assoldato diversi chitarristi, tra i quali Brad Gillis e Jake E. Lee, ma per il cantante i loro stili erano troppo lontani dal suo modo di vedere la musica. Con No Rest for the Wicked arriva un giovanissimo Zakk Wylde, che riesce a convincere Osbourne e otterrà la riconferma per il seguente album del 1991, appunto No More Tears. Il lavoro fu un grande successo commerciale, con la certificazione di cinque dischi di platino e la vendita di quasi cinque milioni di copie negli Stati Uniti d'America.
L'album presenta nei crediti anche il nuovo bassista Mike Inez, in futuro negli Alice in Chains. La formazione ha prodotto canzoni che hanno riscontrato un ottimo successo: Mr. Tinkertrain, I Don't Want to Change the World (vincitore ai Grammy Awards 1994 nella categoria miglior interpretazione metal), Desire, Hellraiser, Don't Blame Me (brano contenuto nella versione ri-masterizzata), l'oscura title track No More Tears e le ballate Mama, I'm Coming Home e Road to Nowhere.
L'album verrà promosso da un tour molto impegnativo negli Stati Uniti. Dopo No More Tears Osbourne va incontro ad un periodo di declino per il suo uso smodato di alcol, che lo costringerà a recarsi spesso in clinica per disintossicarsi.
La canzone Mr. Tinkertrain prende il nome dall'omonimo bar a Bearsville, nello Stato di New York. L'acronimo S.I.N. sta per Shadows in the Night (ombre nella notte), ma sin, in inglese, significa peccato. L'acronimo A.V.H. sta per Aston Villa Highway (autostrada Aston Villa) e il titolo è stato scelto perché Geezer Butler era tifoso dell'Aston Villa Football Club. Ozzy ha successivamente affermato che il significato in realtà sarebbe "alcohol, valium, hash" (alcoolici, tranquillanti e hashish). Mama, I'm Coming Home è dedicata alla moglie di Ozzy, Sharon Osbourne.
Il brano Hellraiser (in italiano "colui che scatena l'inferno") è stato scritto da Ozzy Osbourne, Zakk Wylde e dal frontman dei Motörhead Lemmy Kilmister, ed è stato inserito nella colonna sonora di Grand Theft Auto: San Andreas. L'anno successivo il brano è stato registrato dai Motörhead stessi per il loro album March ör Die e pubblicato come singolo, oltre ad entrare a far parte della colonna sonora del film Hellraiser III del 1992. Una versione in duetto tra Ozzy e Lemmy è stata pubblicata nel 2021.

## Tracce
Testi e musiche di Ozzy Osbourne, Zakk Wylde e Randy Castillo, eccetto dove indicato.
1. Mr. Tinkertrain – 5:55
2. I Don't Want to Change the World – 4:05 (Osbourne, Wylde,Lemmy Kilmister)
3. Mama, I'm Coming Home – 4:11 (Osbourne, Wylde, Kilmister)
4. Desire – 5:45 (Osbourne, Wylde, Kilmister)
5. No More Tears – 7:25 (Osbourne, Wylde,John Purdell)
6. S.I.N. – 4:46
7. Hellraiser – 4:51 (Osbourne, Wylde, Kilmister)
8. Time After Time – 4:20 (Osbourne, Wylde)
9. Zombie Stomp – 6:14
10. A.V.H. – 4:12
11. Road to Nowhere – 5:09

Tracce bonus nella ristampa del 2002
1. Don't Blame Me – 2:26
2. Party with the Animals – 4:32

## Formazione
- Ozzy Osbourne – voce
- Zakk Wylde – chitarra elettrica e acustica
- Randy Castillo – batteria
- Bob Daisley – basso
- John Sinclair – tastiera
- Mike Inez – basso (solo accreditato), ispirazione, direzione musicale
- John Purdell – produzione, ingegneria del suono
- Duane Baron – produzione, ingegneria del suono
- Michael Wagener – missaggio
- Bob Ludwig – mastering

## Classifiche
| Classifica (1991) | Posizione massima |
| ----------------- | ----------------- |
| Australia         | 49                |
| Canada            | 17                |
| Finlandia         | 8                 |
| Germania          | 24                |
| Giappone          | 12                |
| Norvegia          | 12                |
| Nuova Zelanda     | 12                |
| Paesi Bassi       | 67                |
| Regno Unito       | 17                |
| Stati Uniti       | 7                 |
| Svezia            | 25                |
| Svizzera          | 37                |